# تامبل‌باگز
تامبل‌باگز (به انگلیسی: Tumblebugs) یک بازی پازل سرعتی است که توسط وایلدفایر استودیو توسعه داده شده است. این بازی برای پلتفرم‌های مختلفی از جمله ویندوز، مک‌اواس ایکس، آی‌اواس و وی‌ور منتشر شده است.
یک نسخهٔ به‌روزشده از این بازی در آوریل ۲۰۱۸ برای ویندوز منتشر شد.